# المنبع (مجلة)
مجلة المنبع (بالروسية: ИСТОК) هي مجلة تصدر عن مركز الحياة التابع لتنظيم الدولة الإسلامية، تصدر المجلة باللغة الروسية، ويقوم بنشرها مركز الحياة للإعلام. أصدرت المجلة بين عامي 2014 و2016 ، قبل أن تحل مجلة رومية محلها. تنشر المجلة أخبار المعارك والعمليات التي يقوم بها التنظيم، ففي عدد نوفمبر 2015 تحدثت المجلة عن إسقاط الطائرة الروسية في سيناء، وعن الهجمات في فرنسا، واصفًا إياها «بالغزوات المباركة على الصليبين الروس والكفار الفرنسيين»، كما تدعو المجلة المسلمين في القوقاز إلى الجهاد ضد روسيا والانضمام إلى ولاية القوقاز التابعة للتنظيم.

## الإصدارات
أصدرت المجلة أربع إصدارات بدأً من رجب 1436 هـ وحتى رجب 1437 هـ، وذلك قبل أن يحل محلها مجلة رومية.
| العدد | تاريخ الصدور | عدد الصفحات |
| ----- | ------------ | ----------- |
| 1     | رجب 1436 هـ  | 23          |
| 2     | شوال 1436 هـ | 44          |
| 3     | صفر 1437 هـ  | 70          |
| 4     | رجب 1437 هـ  | 42          |

## روابط خارجية
- إصدارات مجلة المنبع باللغة الروسية على أرشيف